# SN 2005ff
SN 2005ff – supernowa typu Ia odkryta 10 września 2005 roku w galaktyce A223041-0046. W momencie odkrycia miała maksymalną jasność 21,00m.